# Andokides (pottenbakker)

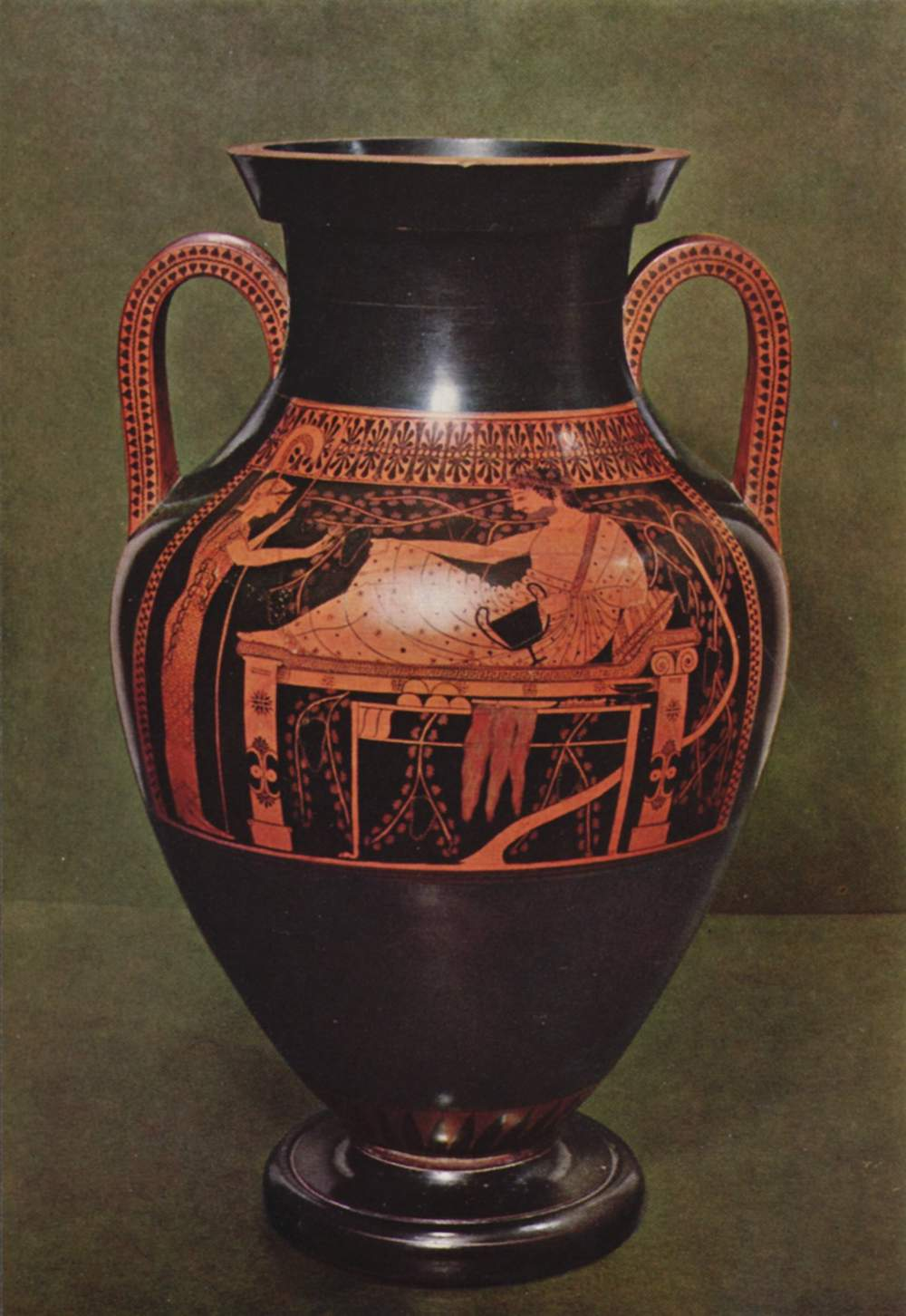
Een vaas van Andokides

Andokides (Oudgrieks: Ανδοκίδης) was een bekende pottenbakker uit het Oude Griekenland. Hij was actief tussen 540 en 510 v. Chr.
Zijn potten en amfora’s zijn vooral bekend vanwege het feit dat ze zijn beschilderd door de Andokides-schilder. Mogelijk was Andokides zelf deze schilder, maar dit is niet met zekerheid vast te stellen. Het bekendst werk van Andokides is een amfora over de god Dionysus en twee van zijn Maenaden.
- Union List of Artist Names: 500019306
- Virtual International Authority File: 214146998432318940569